# ミラクルニキ
ミラクルニキ（中国語: 奇迹暖暖/奇蹟暖暖、英語：Miracle Nikki）は、Papergames（蘇州畳紙網絡科技有限公司）が開発・運営するiOS/Android向けゲームアプリである。中国国外でもリリースされており、日本ではPapergamesの日本支社であるニキ株式会社が、日本語版を配信している。

## 概要
2012年の『Nikki UP2U: A dressing story』、そして2013年の『ニキの愛されコーデ』と2015年のリニューアル版『ニキ日記～世界旅行編～』に続く、ニキシリーズ第3作目。全世界で1億ダウンロードを突破しており、日本での配信はニキ株式会社が行っている。主人公のニキを操作し、世界七か国を巡って衣装を集め、コーディネートする。声の出演として花澤香菜、大谷育江、小野大輔等の声優が参加している。

## 関連書籍

### ムック
- ミラクルニキ 公式1st Anniversary Book（2017年12月8日発売、KADOKAWA刊、ISBN 978-4048935036）
- ミラクルニキ 公式2nd Anniversary Book（2018年12月21日発売、KADOKAWA刊、ISBN 978-4049123692）

### 漫画
いずれもコミックス紙書籍版の一部の巻で帯にコーデ＆アイテムの特典コードが付いていた。
ミラクルニキ
- 桜乃みかの作画で月刊プリンセス2017年11月号より2019年3月号まで連載。
  1. （2018年4月16日発売、秋田書店<プリンセスコミックスデラックス>刊、ISBN 978-4253153980）
  2. （2018年10月16日発売、秋田書店<プリンセスコミックスデラックス>刊、ISBN 978-4253153997）
  3. （2019年4月16日発売、秋田書店<プリンセスコミックスデラックス>刊、ISBN 978-4253154000）

ミラクルニキ 〜ニキのおきがえダイアリー〜
- 壱コトコの作画でなかよし2018年6月号より2019年5月号まで連載。
  1. （2018年11月13日発売、講談社<講談社コミックスなかよし>刊、ISBN 978-4065137376）
  2. （2018年12月13日発売、講談社<講談社コミックスなかよし>刊、ISBN 978-4065140062）
  3. （2019年5月13日発売、講談社<講談社コミックスなかよし>刊、ISBN 978-4065157541）